# Hebeloma bruchetii
Hebeloma bruchetii là một loài nấm ở Hymenogastraceae.